# Downstream (film 2010)
Downstream é un film del 2010 diretto da Simone Bartesaghi.